# طه مريد
طه مريد هو لاعب كرة قدم مغربي، من مواليد 4 مارس 2002، الدار البيضاء، يلعب كحارس مرمى في نادي الوداد.

## روابط خارجية
- طه مريد على موقع قاعدة بيانات كرة القدم.إي يو (الإنجليزية)
- طه مريد على موقع كووورة